# Resistenza a compressione
La resistenza a compressione è una proprietà dei materiali che viene trovata con l'esecuzione della prova di compressione, svolta in genere in regime monoassiale; compressione vuol dire quando uno specifico strumento schiaccia un materiale fino a che esso non diventi duro abbastanza per il lavoro futuro da compiere con quello; i valori che si ottengono con questa prova risultano particolarmente utili per i materiali da costruzione quali i cementi e i refrattari.
Preso un provino di forma cilindrica o di parallelepipedo viene applicata una compressione lungo il suo asse principale fino a portarlo alla rottura. Il valore di resistenza si calcola come il rapporto fra il carico applicato dalla macchina e l'area della sezione resistente del provino. Il risultato è espresso in MPa o in GPa per via dei carichi molto elevati necessari per portare a rottura i provini durante questa prova.
La norma UNI che regola la forma e dimensione del provino nonché le modalità di prova e l'ammissione dei risultati è la UNI- EN 12390.